# Sam Young (basket-ball)
Pour les articles homonymes, voir Sam Young et Young.
Samuel David Young (né le 1er juin 1985 à Washington) est un basketteur américain évoluant en NBA au poste d'ailier.

## Biographie
Sam Young est choisi en 36e position lors de la draft 2009 par les Grizzlies de Memphis. Le 15 mars 2012 il est envoyé aux Sixers de Philadelphie contre Ricky Sánchez. Le 6 septembre 2012 il s'engage avec les Pacers de l'Indiana avant d' être coupé par ceux-ci le 6 janvier 2013, puis d'être finalement réengagé le 28 janvier 2013 jusqu'à la fin de la saison. 

## Palmarès
- Champion de la Division Centrale en 2013 avec les Pacers de l'Indiana.